# Пак Чханёль
Пак Чханёль (кор. 박찬열?, 朴灿烈?; род. 27 ноября 1992, Сеул) — южнокорейский певец, рэпер, актёр, модель, автор песен и музыкальный продюсер. Является участником южнокорейско-китайского бой-бэнда EXO, её подгруппы EXO-K и подразделения EXO-SC. Помимо деятельности своей группы, Чханёль также снялся в различных телевизионных дорамах и фильмах, таких как «Так я женился на антифанатке» (2016), «Тайные создатели королевы» и «Воспоминание об Альгамбре» (оба в 2018 году), «Коробка» / «The Box» (2021).

## Ранняя жизнь и образование
Пак Чханёль родился 27 ноября 1992 года в Сеуле, Республика Корея. Учился в Hyundai Senior High School в Апкучжоне. Старшая сестра, Пак Юра, была диктором на южнокорейской вещательной станции YTN и и в MBC. После просмотра фильма «Школа рока» в начальной школе, начал интересоваться музыкой. Стал играть на барабанной установке, после того, как увидел барабанщика в фильме. Его отец в юности занимался музыкой, поэтому полностью поддержал сына в его начинании. В 16 лет Чханёль поступил в частную школу актёрского мастерства, где подружился с P.O из Block B.
Чханёль называет Джейсона Мраза и Эминема как людей оказавших на него самое большое влияние, хотя он был поклонником и рок-групп, таких как Muse, Green Day, Nirvana и X-Japan в средней школе.
Стал стажёром SM Entertainment в 2008 году, заняв второе место на конкурсе Smart Model Contest. После прослушивания разнообразной музыки на тренировках, Чханёль сосредоточился на рэпе. До своего дебюта Чханёль появился в музыкальном видео TVXQ «HaHaHa Song» и музыкальном видео Girls Generation «Genie» в 2008 и 2010 годах соответственно.

## Карьера

### 2012—2014: Начало карьеры

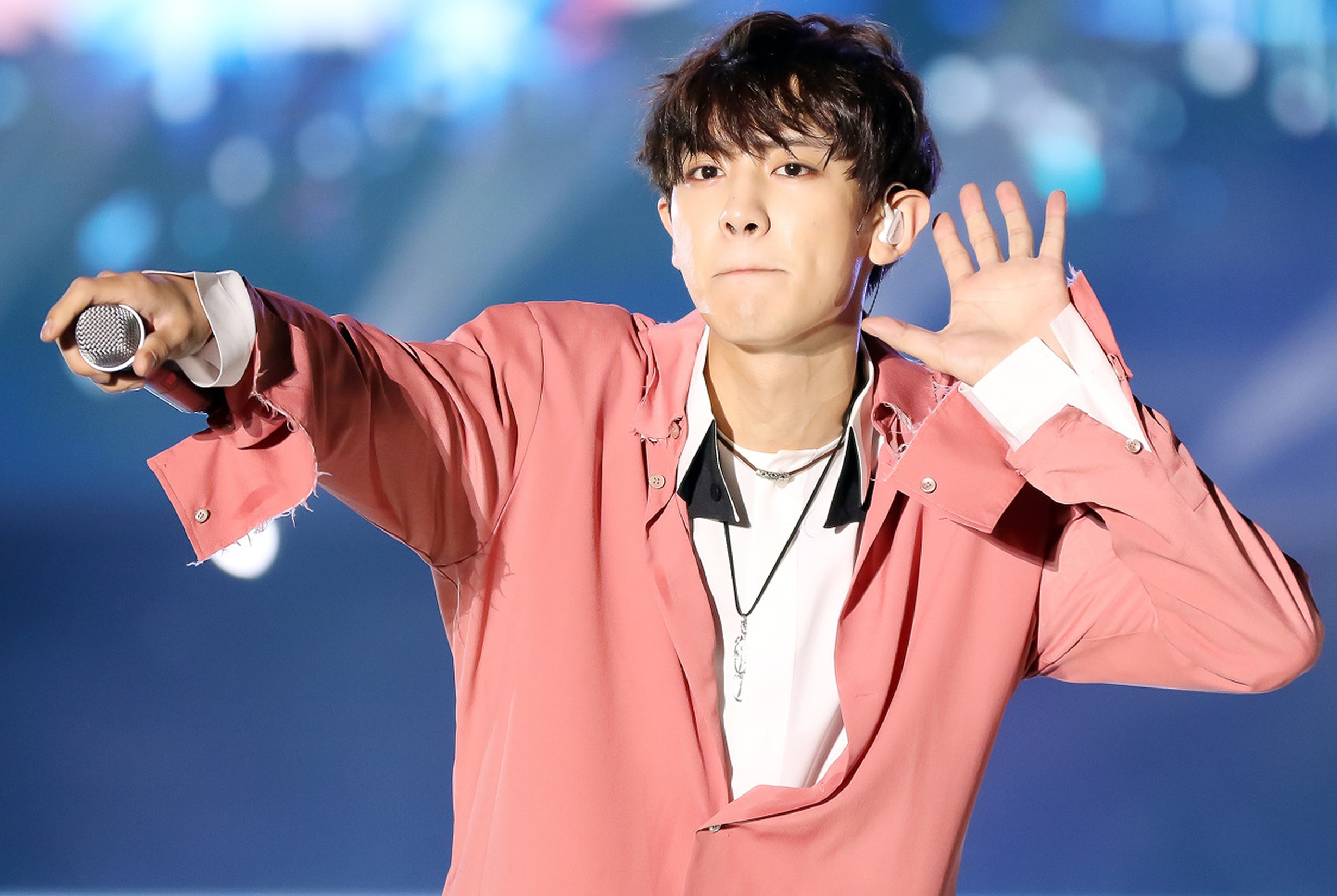
Чханёль на фестивале Lotte Family Festival, в октябре 2016 года.

Чханёль стал последним членом Exo, который был официально представлен общественности 23 февраля 2012 года. Группа официально дебютировала 8 апреля 2012 года с мини-альбомом Mama. В апреле 2012 года он снялся в музыкальном клипе Girls' Generation-TTS для их дебютного сингла «Twinkle». В октябре 2013 года Чханёль присоединился к актерскому составу реалити — шоу Закон джунглей во время съемок в Микронезии. Он также сочинил и записал оригинальный саундтрек под названием «Последний охотник» для шоу в 2015 году после возвращения на шоу.
В 2014 году Чханёль написал рэп для корейской версии трека «Run» из второго мини-альбома EXO Overdose и участвовал во втором мини-альбоме коллеги по лейблу Генри и дебютном мини-альбомом Чжоу Ми. В мае 2014 года он стал постоянным участником первого сезона реалити-шоу «Сосед по комнате». Он покинул шоу в сентябре 2014 года из-за конфликтов в расписании.

### 2015—настоящее время: Актерская деятельность и EXO-SC

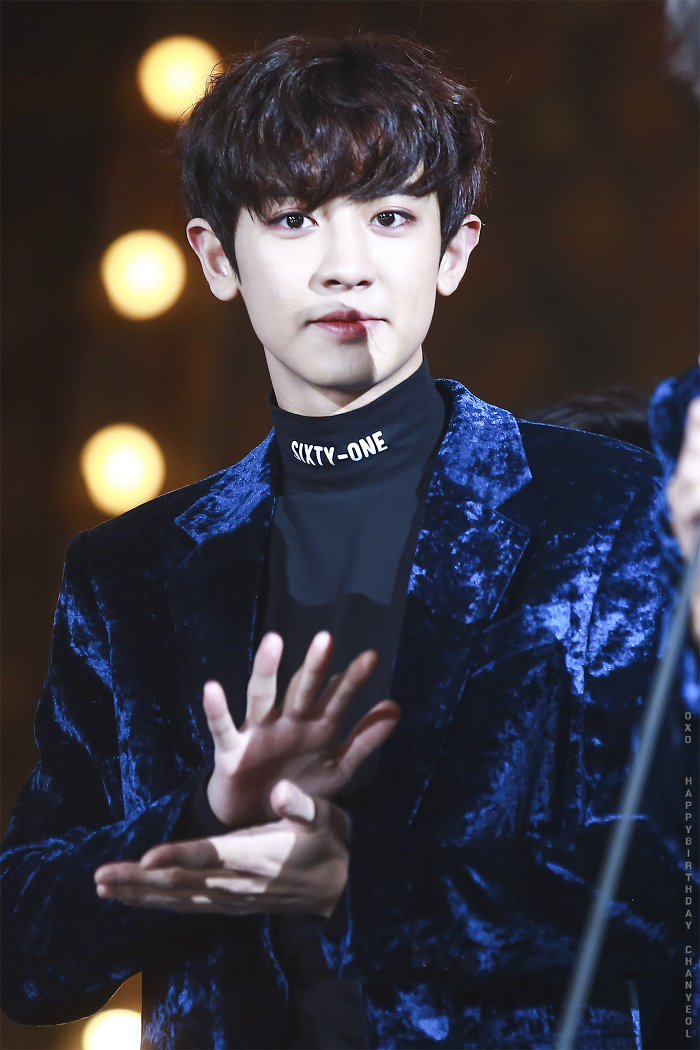
Пак Чханёль в Melon Music Awards, ноябрь 2016

В апреле 2015 года Чханёль дебютировал на большом экране с второстепенной ролью в южнокорейском фильме «Приветствие Любви», в котором снялись Пак Кын Хен и Юн Ён Чжон. Позже он снялся в главной мужской роли вместе с актрисой Мун Гаён и другими членами Exo в веб-драме Мои соседи EXO. В июне Чханёль вместе с другими участниками Ехо Чхеном и Лэем написали корейскую версию трека «Promse» из Love Me Right, переизданной версии второго студийного альбома Exodus. Позже он написал рэп для «Lightsaber», промосингла Exo для Star Wars: The Force Awakens, который впоследствии был включен в их третий мини-альбом Sing for You.
В апреле 2016 года Чханёль написал и исполнил рэп для песни «Confession» из дебютного мини-альбома Йесона. В третьем студийном альбоме Exo Ex'Act, который был выпущен в мае, он стал соавтором текстов песен для трека «Heaven». В июне Чханёль снялся вместе с Юань Шаньшань и коллегой по лейблу Сохён в южнокорейско-китайском фильме «Так я женился на антифанатке». Он и Юань Шаньшань также записали песню под названием «I Hate You» в качестве саундтрека для фильма.
В октябре 2016 Чханёль и американская R&B певица Tinashe были представлены в американской хип-хоп-группе Far East Movement и американской электронной песне Marshmello «Freal Luv». В декабре 2016 года Чханёль и южнокорейский певец Punch сотрудничали над оригинальным саундтреком под названием «Stay With Me» для дорамы Гоблин. Песня достигла третьего места в южнокорейском цифровом чарте Gaon.
В январе 2017 года Чханёль сыграл вспомогательную роль в драме Пропавшая Девятка. В феврале сообщалось, что он якобы зарегистрировался в качестве музыкального продюсера под псевдонимом «LOEY» в Корейской ассоциации авторских прав на музыку. Позже в феврале Chanyeol сотрудничал с южнокорейским певцом Junggigo с песней «Let Me Love You».
В мае 2018 года было объявлено, что Chanyeol будет играть роль второго плана, младшего брата Чон Хе-Чжу в дораме Воспоминания об Альгамбре. 14 сентября 2018 года Чханёль с другим членом Exo Сехуном выпустили совместный сингл «We Young» для SM Station X 0.
25 апреля 2019 года он выпустил свою первую сольную песню «SSFW» через SM Station. 28 июня было подтверждено, что Чханёль вместе со своим коллегой по группе Сехуне дебютирует в качестве второго официального подразделения EXO-SC группы. 22 июля они дебютировали с мини-альбомом What A Life.
29 марта 2021 года поступил в учебный центр базовой военной подготовки, после нескольких недель обучения он заступит на службу в армии, которая продлится до 28 сентября 2022 года.

## Мода
Чханёль получил внимание от популярных журналов, таких как L’Officiel Hommes, W и Allure. С момента дебюта и до настоящего времени он посещал множество модных мероприятий ведущих брендов, в том числе Christian Dior, Prada и Calvin Klein.
В сентябре 2017 года Chanyeol посетил показ мод Tommy Hilfiger в Лондоне. После этого у него прошла фотосессия, спонсируемая Tommi, и получившая широкую положительную поддержку в социальных сетях.
В сентябре 2018 года он снова был приглашен на показ мод Tommy Hilfiger в Шанхае, Китай, где его похвалили Vogue, и Allure. После шоу он появился в Vogue Korea (октябрь 2018) с 16-страничным фотосетом.

## Личная жизнь
Вместе с другими членами EXO Сухо и Бэкхёном, Чханёль посещает кибер-университет Кён Хи и принимает онлайн-классы для отдела культуры и искусств делового администрирования. По состоянию на 2017 год посещает аспирантуру в Университете Инха, где он берет курс дизайна интерьера.

## Дискография
| Название | Год                | Высшая позиция     | Высшая позиция     | Высшая позиция     | Высшая позиция     | Высшая позиция     | Продажи (DL)       | Альбом                                 |
| Название | Год                | KOR                | KOR                | CHN V Chart        | MAL                | US World           | Продажи (DL)       | Альбом                                 |
| Название | Год                | Gaon               | Billboard          | CHN V Chart        | MAL                | US World           | Продажи (DL)       | Альбом                                 |
| Как ведущий артист | Как ведущий артист | Как ведущий артист | Как ведущий артист | Как ведущий артист | Как ведущий артист | Как ведущий артист | Как ведущий артист | Как ведущий артист                     |
| --- | ------------------ | ------------------ | ------------------ | ------------------ | ------------------ | ------------------ | ------------------ | -------------------------------------- |
| «Delight» | 2014               | —                  | н/д                | н/д                | —                  | —                  | - KOR: 12,096      | Exology Chapter 1: The Lost Planet     |
| «Youngstreet» | 2015               | —                  | н/д                | —                  | —                  | —                  | н/д                | Lee Gook Joo’s Young Street Logo Song  |
| «SSFW» (봄 여름 가을 겨울) | 2019               | 174                | —                  | —                  | —                  | —                  | н/д                | Non-album single                       |
| Коллаборации |                    |                    |                    |                    |                    |                    |                    |                                        |
| «If We Love Again» (вместе с Чхеном) | 2016               | 38                 | н/д                | —                  | —                  | —                  | - KOR: 47,208      | Two Yoo Project Sugar Man Часть 32     |
| «Let Me Love You» (вместе с Junggigo) | 2017               | 16                 | н/д                | —                  | —                  | —                  | - KOR: 117,194+    | Across the Universe                    |
| «We Young» (with Sehun) | 2018               | 72                 | 71                 | —                  | —                  | 3                  | н/д                | Station X 0                            |
| Как приглашённый артист |                    |                    |                    |                    |                    |                    |                    |                                        |
| «Bad Girl» (Henry feat. Chanyeol) | 2014               | 75                 | н/д                | н/д                | —                  | —                  | - KOR: 27,192      | Fantastic                              |
| «Rewind» (Zhou Mi feat. Chanyeol) | 2014               | —                  | н/д                | н/д                | —                  | 6                  | н/д                | Rewind                                 |
| «Don’t Make Money» (Heize feat. Chanyeol) | 2015               | 43                 | н/д                | —                  | —                  | —                  | - KOR: 60,192      | Unpretty Rapstar 2 Semi-final Part 1   |
| «Confession» (Yesung feat. Chanyeol) | 2016               | 133                | н/д                | —                  | —                  | —                  | - KOR: 21,890      | Here I Am                              |
| «Freal Luv» (Far East Movement and Marshmello feat. Chanyeol and Tinashe) | 2016               | —                  | н/д                | —                  | —                  | —                  | - KOR: 22,665      | Identity                               |
| Саундтреки |                    |                    |                    |                    |                    |                    |                    |                                        |
| «Last Hunter» | 2016               | —                  | н/д                | —                  | —                  | —                  | н/д                | Law of the Jungle OST                  |
| «I Hate You» (with Yuan Shanshan) | 2016               | —                  | н/д                | 11                 | —                  | —                  | н/д                | So I Married an Anti-fan OST           |
| «Stay with Me» (with Punch) | 2016               | 3                  | 83                 | —                  | 12                 | 3                  | - KOR: 1,792,463+  | Guardian: The Lonely and Great God OST |
| «—» denotes releases that did not chart or were not released in that region. Notes: Billboard Korea K-Pop Hot 100 was introduced in August 2011 and discontinued in July 2014. Billboard's China V Chart was first issued in November, 2015. Billboard Philippine Hot 100 was first issued on June 12, 2017. |                    |                    |                    |                    |                    |                    |                    |                                        |

## Фильмография

### Фильмы
| Название                       | Год  | Роль    | Примечания          |
| ------------------------------ | ---- | ------- | ------------------- |
| «Здравствуй моя любовь»        | 2015 | Мин Сон | Второстепенная роль |
| «Так я женился на антифанатке» | 2016 | Ху Чжун | Главная роль        |
| «Коробка» / «The Box»          | 2021 | Джи Хун | Главная роль        |

### Телесериалы
| Title                             | Год  | Телеканал     | Роль                           | Примечания          |
| --------------------------------- | ---- | ------------- | ------------------------------ | ------------------- |
| «Высокий удар!»                   | 2008 | KBS2          | Студент                        | Эпизод 71           |
| «Для тебя во всем цвету»          | 2012 | SBS           | Играет самого себя             | Камео, эпизод 2     |
| «Добро пожаловать на виллу Рояль» | 2013 | jTBC          | Играет самого себя             | Камео; эпизод 2     |
| «Мои соседи EXO»                  | 2015 | Naver TV Cast | Вымышленная версия самого себя | Решающая роль       |
| «Пропавшая девятка»               | 2017 | MBC           | Ли Ёль                         | Второстепенная роль |
| «Воспоминания об Альгамбре»       | 2018 | tvN           | Чон Се Чжу                     | Второстепенная роль |
| «Тайные создатели королевы»       | 2018 | Naver TV Cast | В роли самого себя             | Главная роль        |

### Шоу
| Год  | Название                                      | Роль               | Канал   | Заметки                        |
| ---- | --------------------------------------------- | ------------------ | ------- | ------------------------------ |
| 2012 | Happy Camp                                    | гость              | HBS     |                                |
| 2012 | EXO Fantastic Thursday                        | гость              |         |                                |
| 2013 | After School Club                             | Гость              | Arirang | эпизод 9                       |
| 2013 | Happy Camp                                    | гость              | HBS     |                                |
| 2013 | Challenge 1000 Songs                          | гость              | SBS     | с Ченом и ДиО                  |
| 2013 | Ток-шоу «Здравствуйте» / Hello Counselor      | гость              | KBS     | с Крисом и Сухо, эпизод 131    |
| 2013 | Weekly Idol                                   | гость              | MBC     | эпизоды 103 и 108              |
| 2013 | China Love Big Concert                        | гость              |         |                                |
| 2013 | Infinity Challenge                            | специальный гость  | MBC     | эпизод 345                     |
| 2013 | Mamma Mia                                     | гость              | KBS     | эпизод 21                      |
| 2013 | Закон Джунглей / Law of the Jungle            | гость              | SBS     | эпизоды 90-94                  |
| 2013 | EXO’s Showtime                                | главная роль       | MBC     | эпизоды 1-5                    |
| 2014 | EXO’s Showtime                                | главная роль       | MBC     | эпизоды 6-12                   |
| 2014 | Happy Camp                                    | гость              | HBS     | с EXO без Криса                |
| 2014 | EXO First Box                                 | главная роль       |         | 4 эпизода                      |
| 2014 | XOXO EXO                                      | главная роль       |         | 4 эпизода                      |
| 2014 | Roommate                                      | главная роль       | SBS     | 20 эпизодов                    |
| 2014 | Сильнейшая группа / The Strongest Group       | главная роль       |         | один эпизод                    |
| 2014 | EXO 90:2014                                   | главная роль       |         | 11 эпизодов                    |
| 2015 | Special Camping Day                           | главная роль       |         | 3 эпизода                      |
| 2015 | Star Golden Bell                              | гость              | KBS     | спешл                          |
| 2015 | Свидание в одиночку / Dating Alone            | виртуальный парень | JTBC    | эпизоды 11 и 12                |
| 2015 | Ток-шоу «Здравствуйте» / Hello Counselor      | гость              | KBS     | с Ченом и Бэкхёном, эпизод 220 |
| 2015 | Infinity Challenge                            | камео              | MBC     | эпизод 424                     |
| 2015 | Возвращение Суперпапочек / Return of Superman | гость              | KBS     | с Бэкхёном, эпизод 76          |
| 2015 | Same Bed Different Dreams                     | специальный гость  | SBS     |                                |
| 2015 | Наброски Ю ХиЁля / Yoo Hee Yeol Sketchbook    | гость              | KBS     | с EXO без Тао, эпизод 277      |
| 2015 | Закон Джунглей / Law of the Jungle            | гость              | SBS     | 3 эпизода                      |
| 2015 | 18 секунд / 18 seconds                        | главная роль       | SBS     | 1 эпизод                       |
| 2015 | EXO CHANNEL                                   | главная роль       |         | 4 эпизода                      |
| 2015 | EXO’s Second Box                              | главная роль       |         | 4 эпизода                      |
| 2016 | Grade One Fresh Man                           | гость              |         | эпизод 9                       |
| 2016 | Fantastic Duo                                 | гость              | SBS     | эпизод 4                       |

### Клипы
| Год  | Песня                    | Артист                | Заметки        |
| ---- | ------------------------ | --------------------- | -------------- |
| 2008 | HaHaHa Song              | TVXQ                  | второстепенная |
| 2010 | Genie (Japanese version) | Girls' Generation     | камео          |
| 2012 | Twinkle                  | Girls' Generation-TTS | второстепенная |
| 2013 | You Don’t Know Love      | K.Will                | главная        |
| 2014 | Rewind                   | Zhou Mi               | второстепенная |

## Награды и номинации
| Год  | Премия                        | Категория                                   | Номинация      | Результат | Ссылка |
| ---- | ----------------------------- | ------------------------------------------- | -------------- | --------- | ------ |
| 2015 | 8th Korea Drama Awards        | Best New Actor                              | Мои соседи EXO | Победа    | [ 49 ] |
| 2015 | 8th Korea Drama Awards        | Hallyu Star Award                           | Мои соседи EXO | Победа    | [ 49 ] |
| 2016 | 16th Top Chinese Music Awards | Most Popular Foreign Idol                   | н/д            | Победа    | [ 51 ] |
| 2017 | 5th YinYueTai VChart Awards   | Best Collaboration (with Yuan Shanshan)     | I Hate You     | Победа    | [ 52 ] |
| 2017 | 5th YinYueTai VChart Awards   | Most Popular Artist (South Korea)           | н/д            | Победа    | [ 52 ] |
| 2017 | Asia Model Festival Awards    | Asia OST Popularity (with Punch)            | Stay With Me   | Победа    | [ 53 ] |
| 2017 | 19th Mnet Asian Music Awards  | Best OST                                    | Stay With Me   | Номинация |        |
| 2017 | 9th Melon Music Awards        | Top 10                                      | н/д            | Номинация |        |
| 2018 | 13th KKBox Music Awards       | Best Korean Single of the Year (with Punch) | Stay With Me   | Победа    | [ 54 ] |

### Комментарии
1. ↑  "Freal Luv" charted at number six on the Gaon International Digital Chart[46]